# Apotinocerus brevistylatus
Apotinocerus brevistylatus är en tvåvingeart som först beskrevs av Wulp 1882.  Apotinocerus brevistylatus ingår i släktet Apotinocerus och familjen rovflugor. Inga underarter finns listade i Catalogue of Life.